# Mała wojna – akustycznie
Mała wojna – akustycznie – album zespołu Lady Pank, wydany w 1995 roku. Nagrania dokonano w studio S-1 Radia Łódź S.A. podczas koncertu akustycznego 17 grudnia 1994 roku.  Koncert był transmitowany przez Radio Łódź i program II TVP. W materiale telewizyjnym znalazł się również utwór „Nie wierz nigdy kobiecie”, pierwsza kompozycja Jana Borysewicza z czasów, gdy jeszcze grał w Budce Suflera. Utwór ten ukazał jako bonus na wydawnictwie Lady Pank – Box 13 CD, wydanym w roku 2007. Kolejność utworów na albumie różni się też od kolejności materiału telewizyjnego.

## Lista utworów
1. „Rozbitkowie” (muz. J. Borysewicz; sł. J. Panasewicz) – 4:16
2. „Mniej niż zero” (muz. J. Borysewicz; sł. A. Mogielnicki) – 3:40
3. „Mała wojna” (muz. J. Borysewicz; sł. Z. Hołdys) – 4:48
4. „Marchewkowe pole” (muz. J. Borysewicz; sł. A. Mogielnicki) – 3:56
5. „Zamki na piasku” (muz. J. Borysewicz; sł. A. Mogielnicki) – 3:50
6. „Vademecum skauta” (muz. J. Borysewicz; sł. A. Mogielnicki) – 3:15
7. „Kryzysowa narzeczona” (muz. J. Borysewicz; sł. A. Mogielnicki) – 3:35
8. „Minus 10 w Rio” (muz. J. Borysewicz; sł. A. Mogielnicki) – 3:39
9. „Zostawcie Titanica” (muz. J. Borysewicz; sł. G. Ciechowski) – 5:02
10. „Młode orły” (muz. J. Borysewicz; sł. J. Panasewicz) – 5:02
11. „Wilcze stado” (muz. J. Borysewicz; sł. B. Olewicz) – 2:41
12. „Zabić strach” (muz. J. Borysewicz; sł. B. Olewicz) – 4:57
13. „Pokręciło mi się w głowie” (muz. J. Borysewicz; sł. A. Mogielnicki) – 3:27
14. „Wciąż bardziej obcy” (muz. J. Borysewicz; sł. A. Mogielnicki) – 4:44
15. „Zawsze tam, gdzie ty” (muz. J. Borysewicz; sł. J. Skubikowski) – 5:00
16. „Tańcz głupia, tańcz” (muz. J. Borysewicz; sł. A. Mogielnicki) – 4:48
17. „Na co komu dziś” (muz. J. Borysewicz; sł. B. Olewicz) – 3:32

bonus BOX 2007
1. „Nie wierz nigdy kobiecie” (muz. J. Borysewicz; sł. A. Mogielnicki) – 5:17

## Twórcy
- Jan Borysewicz – gitara (Martin Acoustic), śpiew
- Janusz Panasewicz – śpiew
- Kuba Jabłoński – perkusja (Drums Pearl, Zildjian Cymbals)
- Krzysztof Kieliszkiewicz – gitara basowa (Oscar Scmidt Acoustic)
- Andrzej Łabędzki – gitara (Ovation Acoustic)

gościnnie: 
- Wojtek Olszak – fortepian
- Piotr Wolski – instrumenty perkusyjne